# Cheval blanc Gazelle
Cheval blanc Gazelle est un tableau réalisé par le peintre français Henri de Toulouse-Lautrec en 1881 au château du Bosc, à Camjac, dans l'Aveyron. Cette huile sur toile est une peinture animalière qui représente le profil gauche d'un cheval à la robe grise, sa tête étant traitée comme un véritable portrait. Don de la comtesse Adèle de Toulouse-Lautrec en 1922, l'œuvre fait partie des collections du musée Toulouse-Lautrec d'Albi, dans le Tarn.

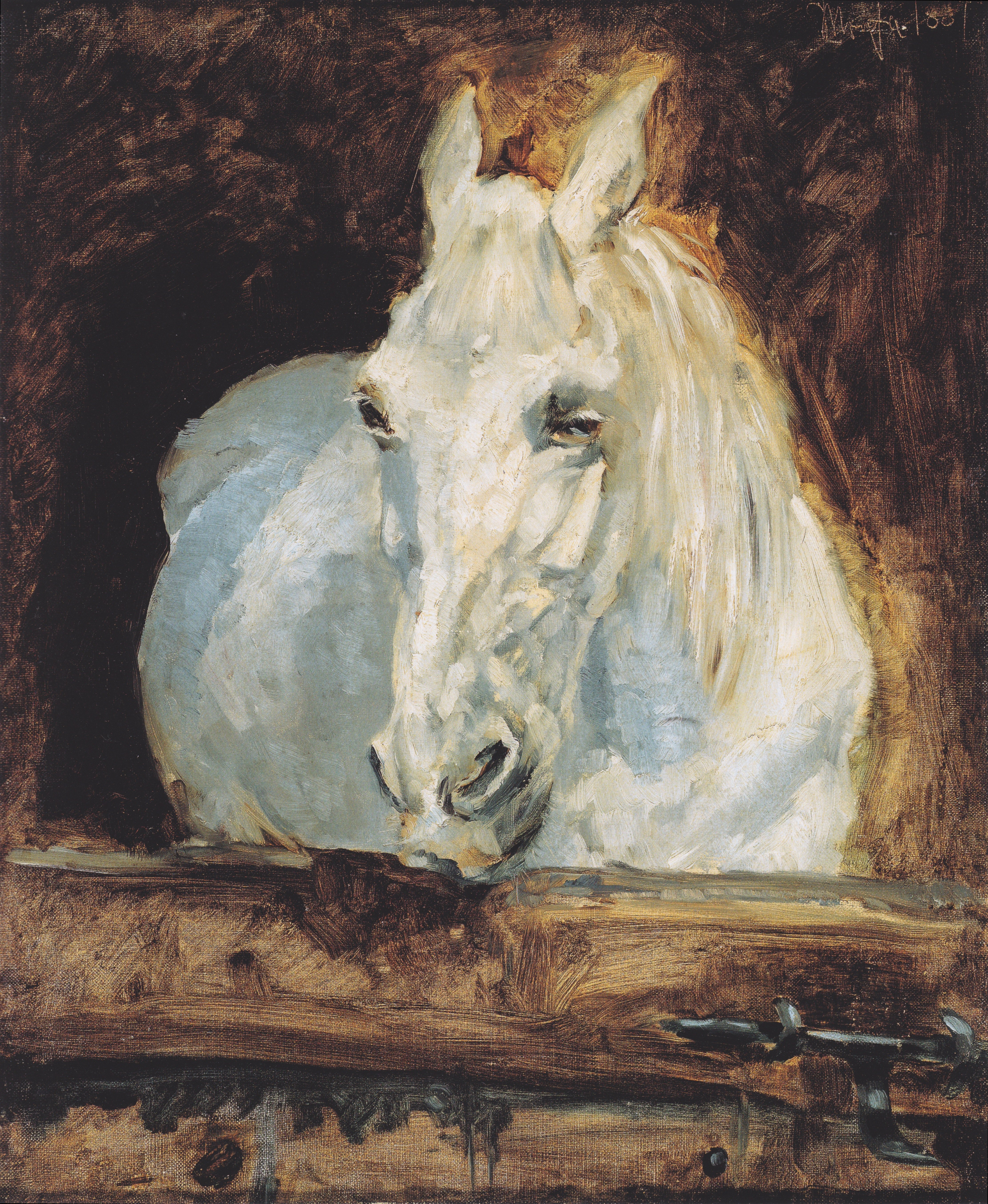
Cheval blanc Gazelle au Bosc, 1881 – Albertina, Vienne.